# Franty Kocourka
Franty Kocourka je ulice v Praze 5 – Smíchově. Pro vozidla je jednosměrná, sestupuje mírným obloukem po západním úbočí kopce Na Brabenci od horní části ulice Pod Kesnerkou k dolní části ulice Pod Kesnerkou. Měří přibližně 430 metrů, z nadmořské výšky cca 271 m n. m. plynule sestupuje do nadmořské výšky cca 235 m n. m., tedy průměrný podélný sklon je něco přes 8 %. V horní části je nezastavěná, po západní straně s ní sousedí strmý lesnatý sráz k ulici Křížové, na východní straně zadní strany pozemků a garáže domů v ulici Pod Kesnerkou. V dolní části stojí po obou stranách zástavba, menší vily a dvojdomky. U začátku zastavěného úseku do ní shora ústí bezejmenné pěší prodloužení ulice Pajerovy, níže ji v zastavěném úseku křižuje po hřbetnici schodiště Koulka o průměrném sklonu asi 20 %).

## Název ulice
Ulice je pojmenována po českém novináři, spisovateli a rozhlasovém reportéru Františku Kocourkovi; pro své vlastenecké postoje byl deportován do koncentračního tábora Osvětim, ve kterém zahynul. Jeho jméno nese tato ulice od vzniku v roce 1947 nepřetržitě. Po ulici je pojmenována jednosměrná autobusová zastávka v ulici Pod Kesnerkou, nacházející se asi 100 metrů za vyústěním ulice Franty Kocourka.

## Pamětihodnosti v ulici a v okolí
- Magorova studánka
- Starý židovský hřbitov na Smíchově
- Komplex budov, ve kterém sídlí Česká správa sociálního zabezpečení
- v domě č.p. 2260/19 žil motocyklový a automobilový závodník Bohumil Turek (1901-1972). Na domě je pamětní deska.Pamětní deska Bohumila Turka na domě ve smíchovské ulici Franty Kocourka č.p. 2260/19

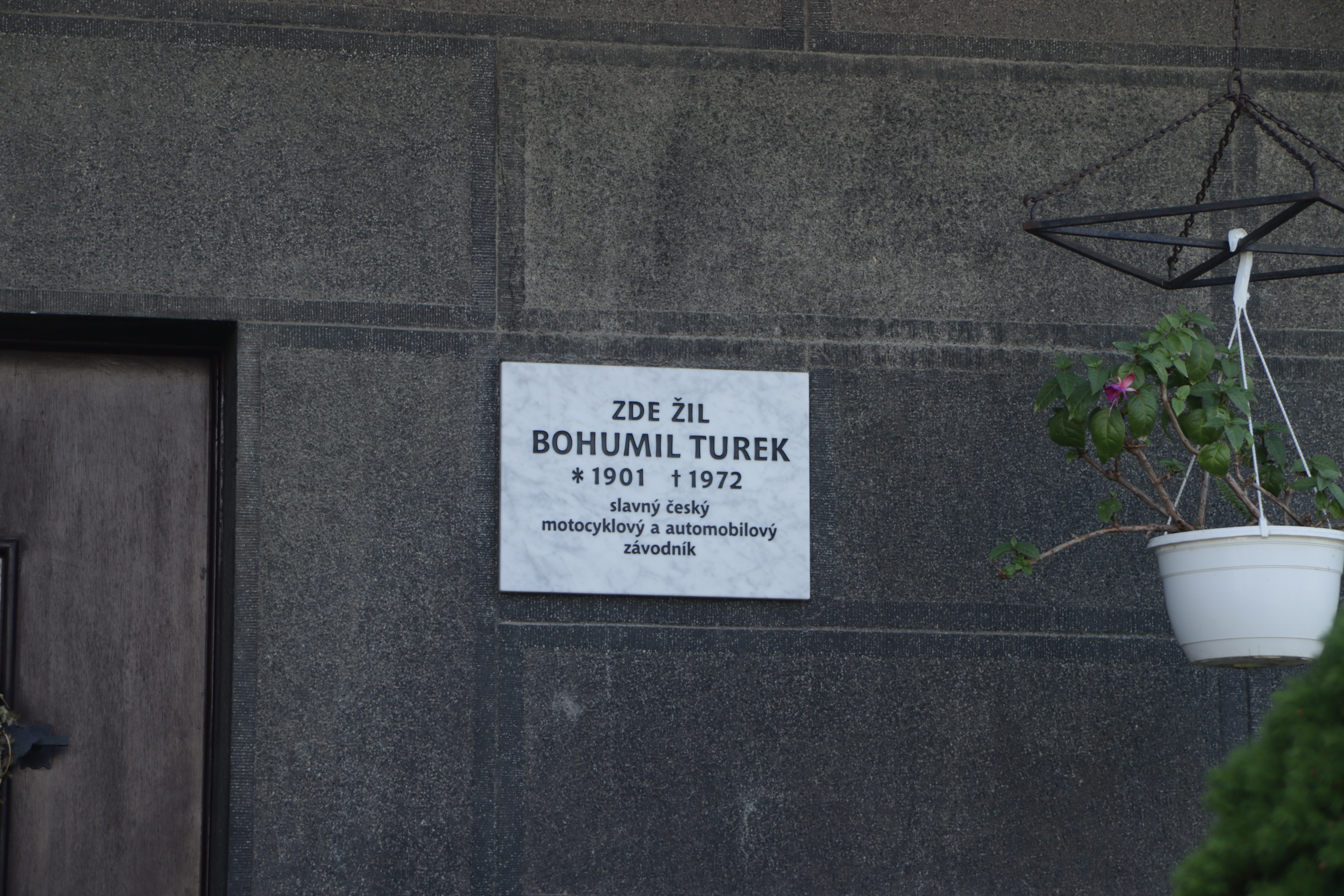
Pamětní deska Bohumila Turka na domě ve smíchovské ulici Franty Kocourka č.p. 2260/19

## Doprava
Nejbližší zastávka autobusu je v ulici Pod Kesnerkou (stejnojmenná). K nedalekému Smíchovskému nádraží vede Radlická lávka.